# Колпаков Микола Дмитрович
Мико́ла Дми́трович Колпако́в — український науковець, доктор технічних наук, професор, винахідник, полковник у відставці.
Викладав у Харківському університеті радіоелектроніки, в 1970-х — проректор інституту радіоелектроніки.

### Серед робіт
- «Розрахунок потужних трансформаторів коротких імпульсів», 2002, співавтори — Гомозов Володимир Іванович, Каменський Едуард Федорович.
- «Поляризаційні хвилі та проблема гравітації», 2000